# فيرينخن
فيرينخن (نطق الأفريكانية: ‎[fəˈrɪənəχəŋ]‏) هي مدينة تقع في جنوب مقاطعة خاوتينغ، جنوب أفريقيا، حيث تقع عند مصب نهر كليب في الحلقة الشمالية لنهر فال.